# The One (DVD)
The One – wideo DVD, wydane przez stację CBS w marcu 2004 roku. Na tym wideo znalazły się takie piosenki jak: „Billie Jean”, „Smooth Criminal”, Black or White”, „Wanna Be Startin' Somethin'”.

## Lista utworów
- 1. I Want You Back
- 2. Billie Jean
- 3. Wanna Be Startin' Somethin'
- 4. Don’t Stop ’Til You Get Enough
- 5. You Rock My World
- 6. Thriller
- 7. We Are the World
- 8. One More Chance
- 9. Black or White
- 10. Another Part of Me
- 11. Workin' Day and Night
- 12. Smooth Criminal
- 13. They Don't Care About Us
- 14. Blood on the Dance Floor
- 15. Beat It
- 16. Man in the Mirror (Live from the Bad World Tour)

## Certifikaty
| Państwo   | Certyfikat | Sprzedaż |
| --------- | ---------- | -------- |
| Australia | Złoto      | 7,500    |
| Hiszpania | Złoto      | 10,000   |
| USA       | Złoto      | 50,000   |